# Камель, Юсуф Саад
Юсуф Саад Камель (араб. يوسف سعد كامل‎), имя при рождении Грегори Кончеллах (англ. Gregory Konchellah), род. 29 марта 1983, Нарок, Кения) — легкоатлет кенийского происхождения, выступающий за Бахрейн в беге на средние дистанции. Чемпион мира 2009 года в беге на 1500 метров.
Сын известного кенийского бегуна Билли Кончеллаха.